# Hermann Müller (ciclista)
|  | Per a altres significats, vegeu «Hermann Müller (desambiguació)». |

Hermann Müller (Bochum, 30 de novembre de 1911) va ser un ciclista alemany que fou professional entre 1930 i 1937.

## Palmarès
- 1932
  - 1r al Tour del Nord-oest